# بابلو كاردوزو
بابلو كاردوزو (بالإسبانية: Pablo Cardozo؛ بالإنجليزية: Pablo Cardozo) هو لاعب كرة قدم أسترالي وأرجنتيني، ولد في 23 ديسمبر 1972 في بوينس آيرس في الأرجنتين. شارك مع منتخب أستراليا لكرة القدم. أما مع النوادي، فقد لعب مع رابيد فيينا ونادي سيدني أوليمبيك ونادي سيدني يونايتد 58 ووايتاكيري يونايتد.

## وصلات خارجية
- بابلو كاردوزو على موقع قاعدة بيانات كرة القدم.إي يو (الإنجليزية)
- بابلو كاردوزو على موقع ناشيونال فوتبول تيمز (الإنجليزية)